# Hypocrella discoidea
Hypocrella discoidea är en svampart som först beskrevs av Berk. & Broome, och fick sitt nu gällande namn av Pier Andrea Saccardo 1878. Hypocrella discoidea ingår i släktet Hypocrella och familjen Clavicipitaceae.   Inga underarter finns listade i Catalogue of Life.